# Мазендеран
Мазендеран (перс. مازندران; маз. مازرون) — остан (провінція) на півночі Ірану.

## Географія
Остан розташований на півночі країни. Межує з останами Гілян та Казвін на заході, з провінціями Тегеран та Семнан на півдні та з Голестаном на сході. Площа — 23 701 км², населення — 2 920 657 (станом на 2006 рік). Вздовж південного кордону остану протягається гірське пасмо Ельбурс, де розташована найвища точка Ірану — гора Демавенд. Адміністративний центр — місто Сарі. Проживають, в основному, мазендеранці та гілянці, а також перси. Адміністративно поділяється на 15 шахрестанів.

## Історія
Людські поселення у цьому регіоні з'являються не пізніше 75 000 років тому. Нещодавні розкопки свідчать про існування тут міст понад 5000 років тому.
До прибуття іраномовних племен в Іран корінними жителями цього регіону були доіндоєвропейські мисливці та скотарі. Територія, знана як Мазендаран, належала різноманітним династіям. Збереглося кілька фортець, які побудовані за часів Парфії та Сасанідів, а також багато старих кладовищ, розкиданих по всій провінції. У цю епоху Мазендаран був частиною Гірканії.
З приходом Сасанідської імперії царем Мазендарану (Табаристан і Падашхваргар) став Гушнасп, предки якого правили у цій місцевості з часів Александра Македонського. У 529—536 рр. Мазендараном правив сасанідський принц Кавус, син Кавада. Анушираван, сасанідський король, переміг Зарміра, який заявив про своє походження від легендарного коваля Каве.
У 662 р. через десять років після смерті Єздигерда III, останнього сасанідського володаря, армія арабів-мусульман під керівництвом Хасана ібн Алі вторглася в Табаристан.
Надалі Табаристан був відносно самостійним від халіфату Омеядів, і управлявся незалежними зороастрійськими династіями Баванд і Карен, які вели ефективну партизанську війну проти мусульманської влади. Коротким був період існування тут шиїтської держави, яка розпалася перед черговим загарбанням Зіяридами. Мазендаран, на відміну від більшої частини етнокультурних регіонів Іранського плато, був населений переважно зороастрійцями до 12 століття, внаслідок ізольованості та непоступливості місцевого населення, яке протягом століть воювало з халіфом. Після арабського завоювання місцева аристократія поділилася на три класи: місцеві сім'ї доісламського походження; Аліди та місцеві сім'ї другорядного значення.
Перша династія (665—1007) була повалена при завоюванні Табаристану Зіярідом Кабусом. Друга династія царювала з 1073 по 1210 рік, коли Мазендаран був завойований хорезмшахом Ала аль-Діном Мухаммадом. Третя династія правила з 1237 по 1349 рік як васал монголів. Останнього представника Бавандідів вбив Афрасіяб Чулаві. Але останній був переможений родом Марашіян, який на століття став панівним в регіоні.
1596 року шах Аббас I включив Мазендаран до імперії Сефевідів. За часів цієї династії Мазендаран був заселений великою кількістю грузин, черкесів, вірмен та інших народів Кавказу, нащадки яких досі живуть по всій території Мазандарану. Міста, села та квартали в Мазендарану досі носять у них назву «Горджі» (тобто грузинські), хоча більшість грузин, вірмен та черкесів давно засимільовані.
До правління Надер-шаха провінція була ненадовго окупована московським військом після російсько-іранської війни (1722–23) і знов відійшла Ірану в 1735 р.

## Галерея

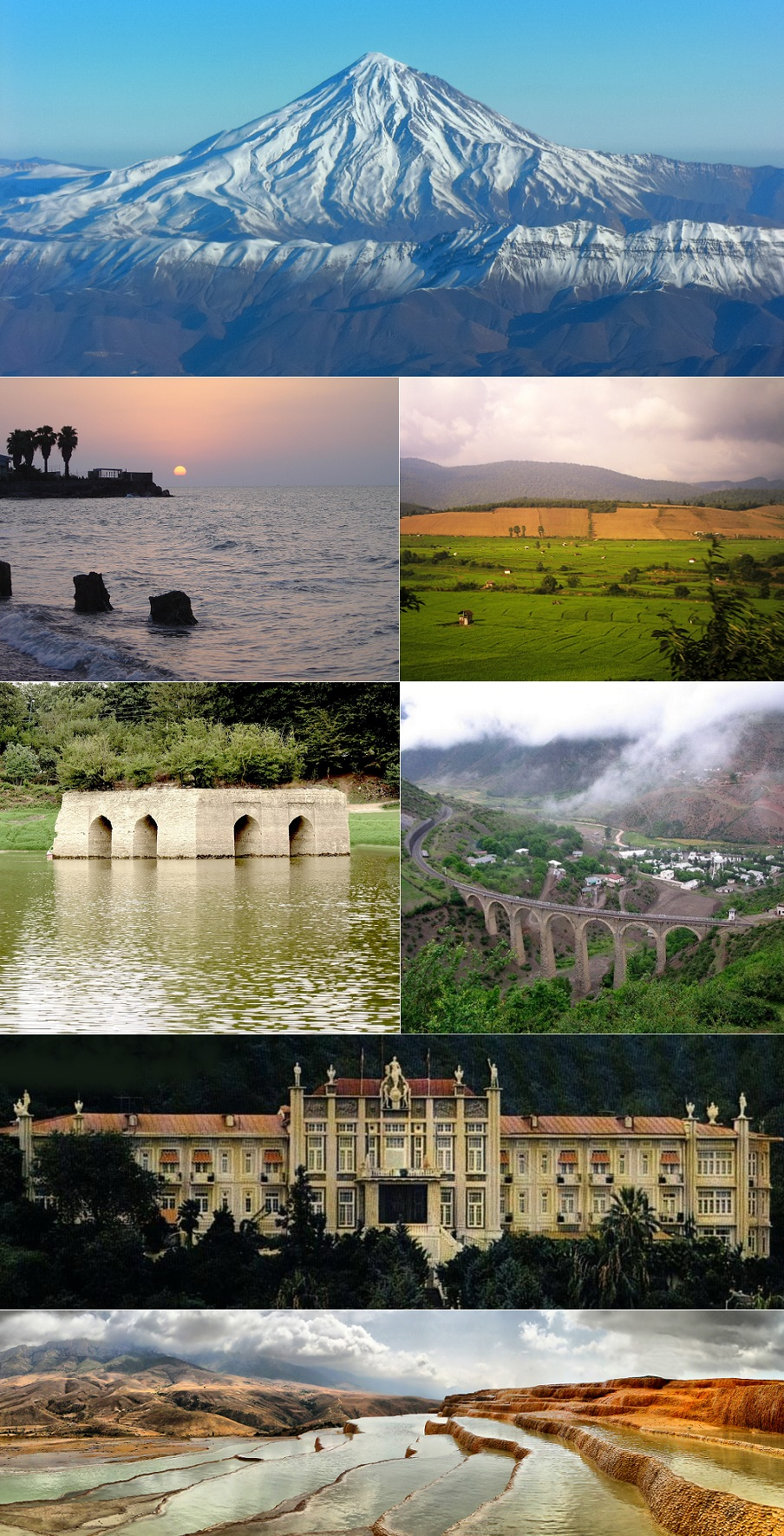
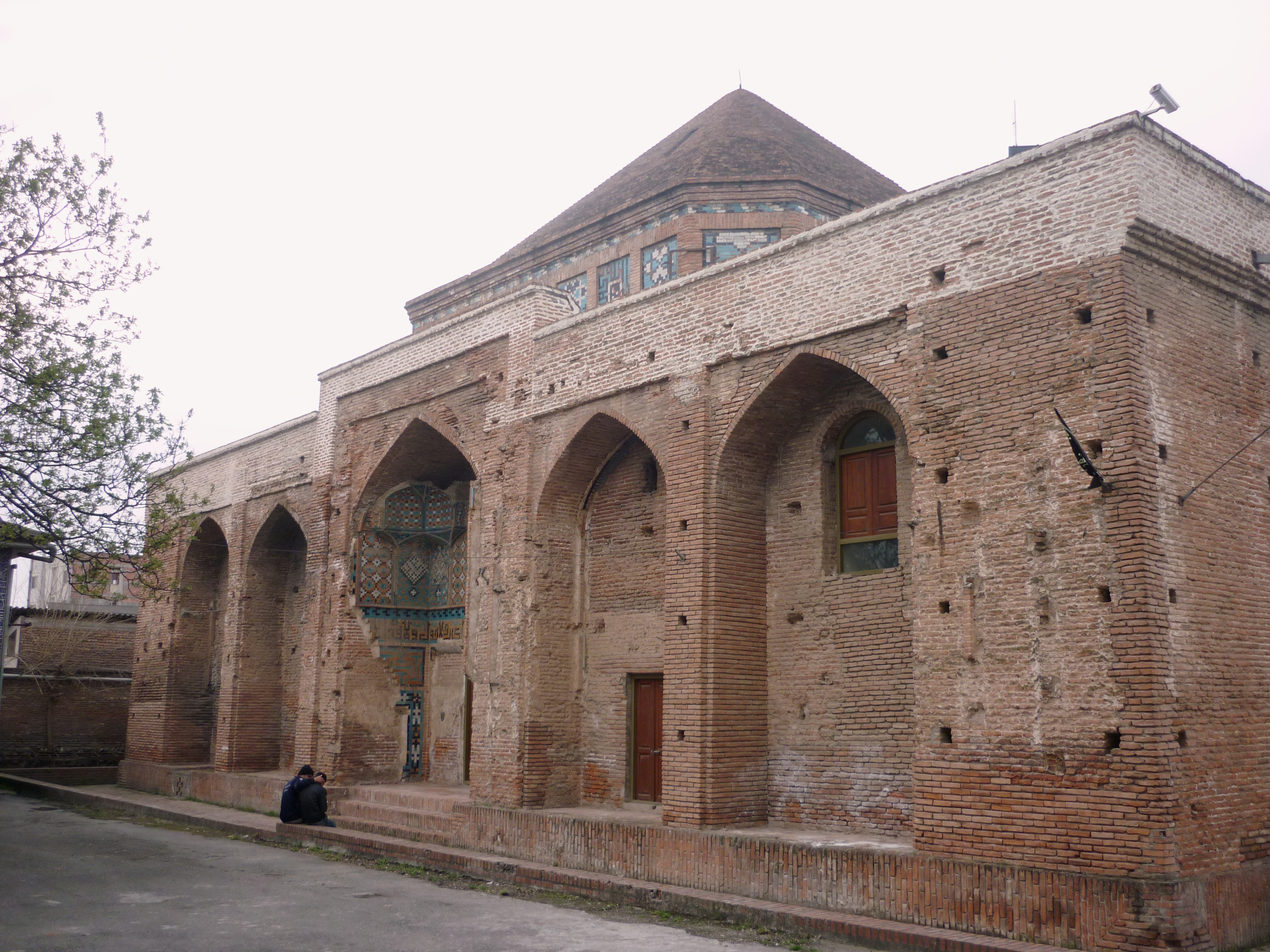
Могила Мір Бозорга
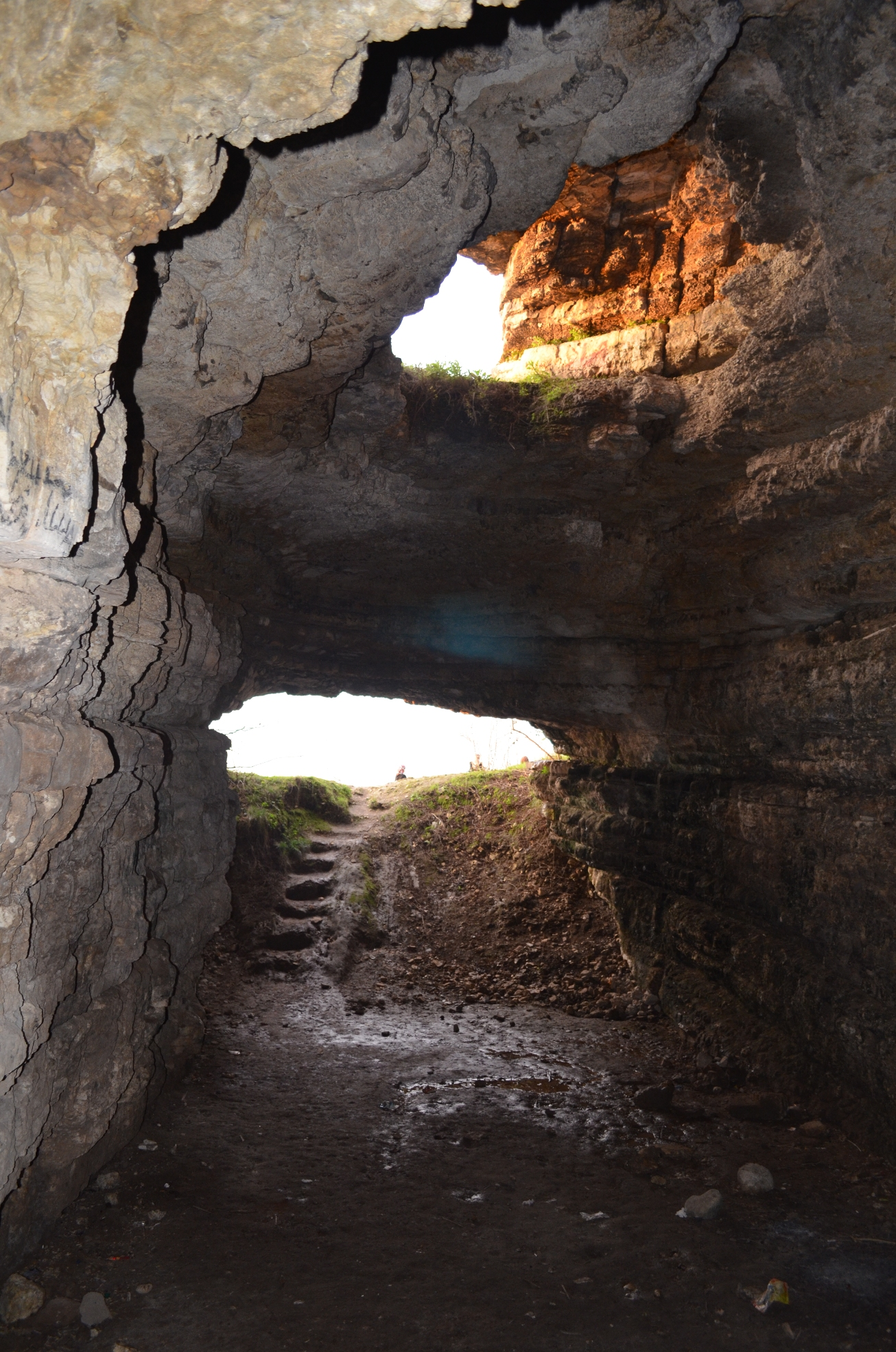
Печера Хуту
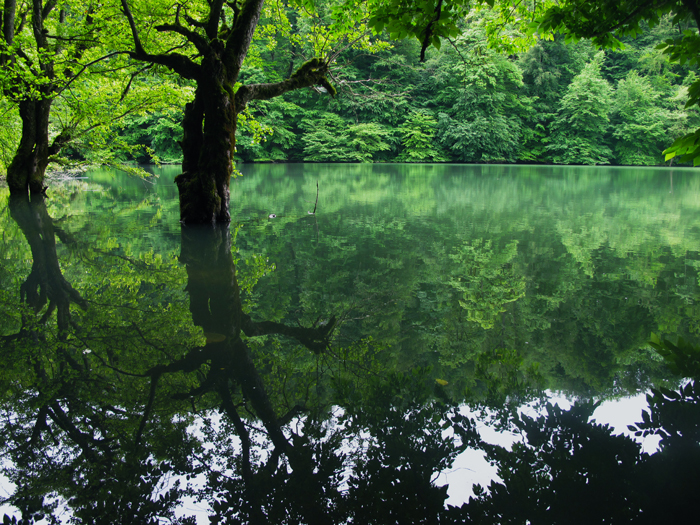
Озеро Міяншех
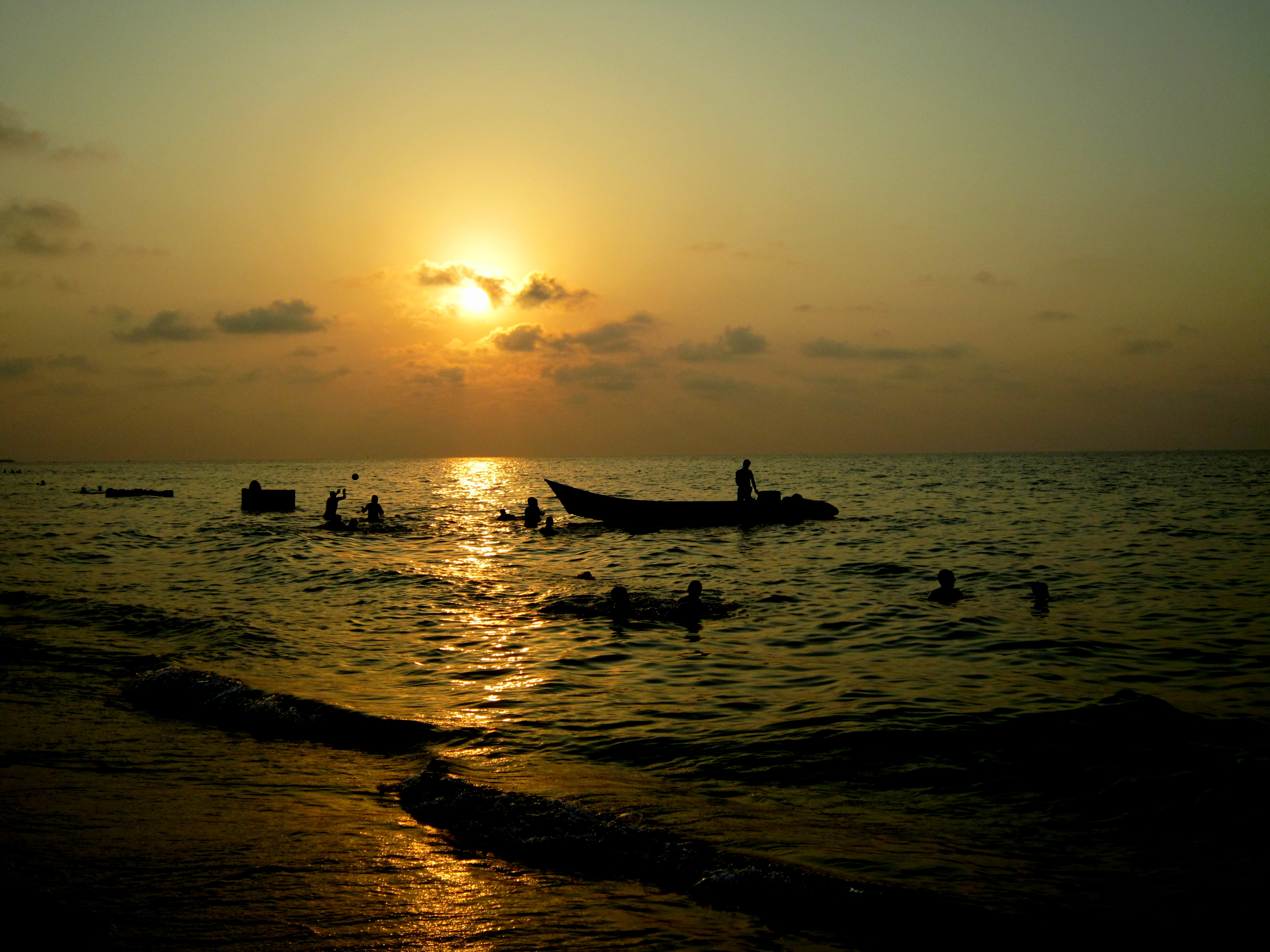
Баболсар
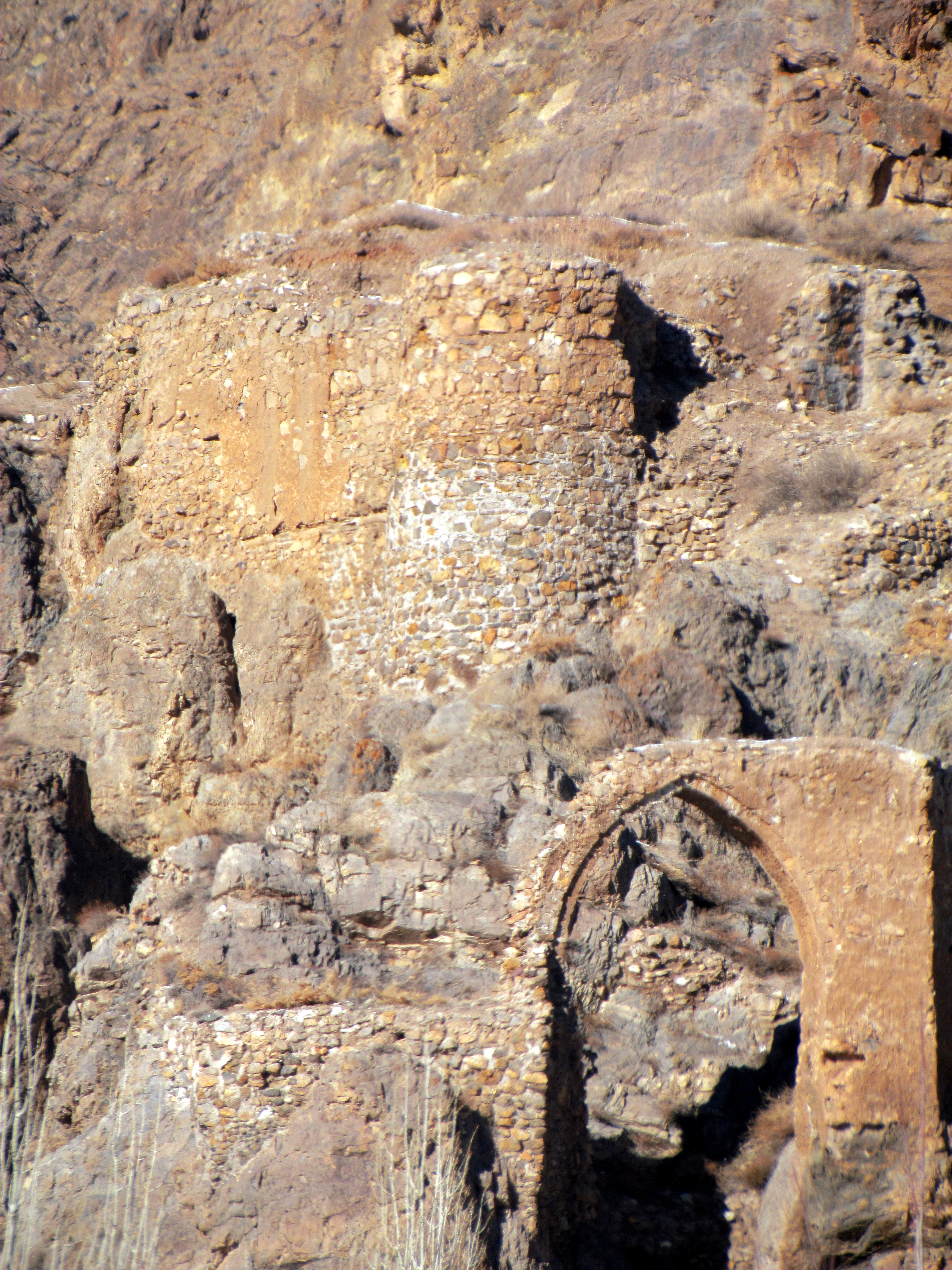
Замок Бадалех
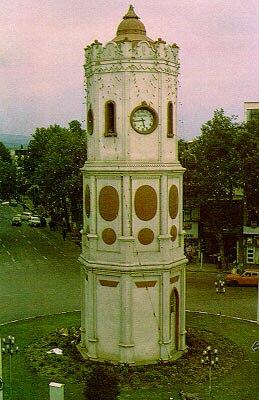
Годинникова вежа
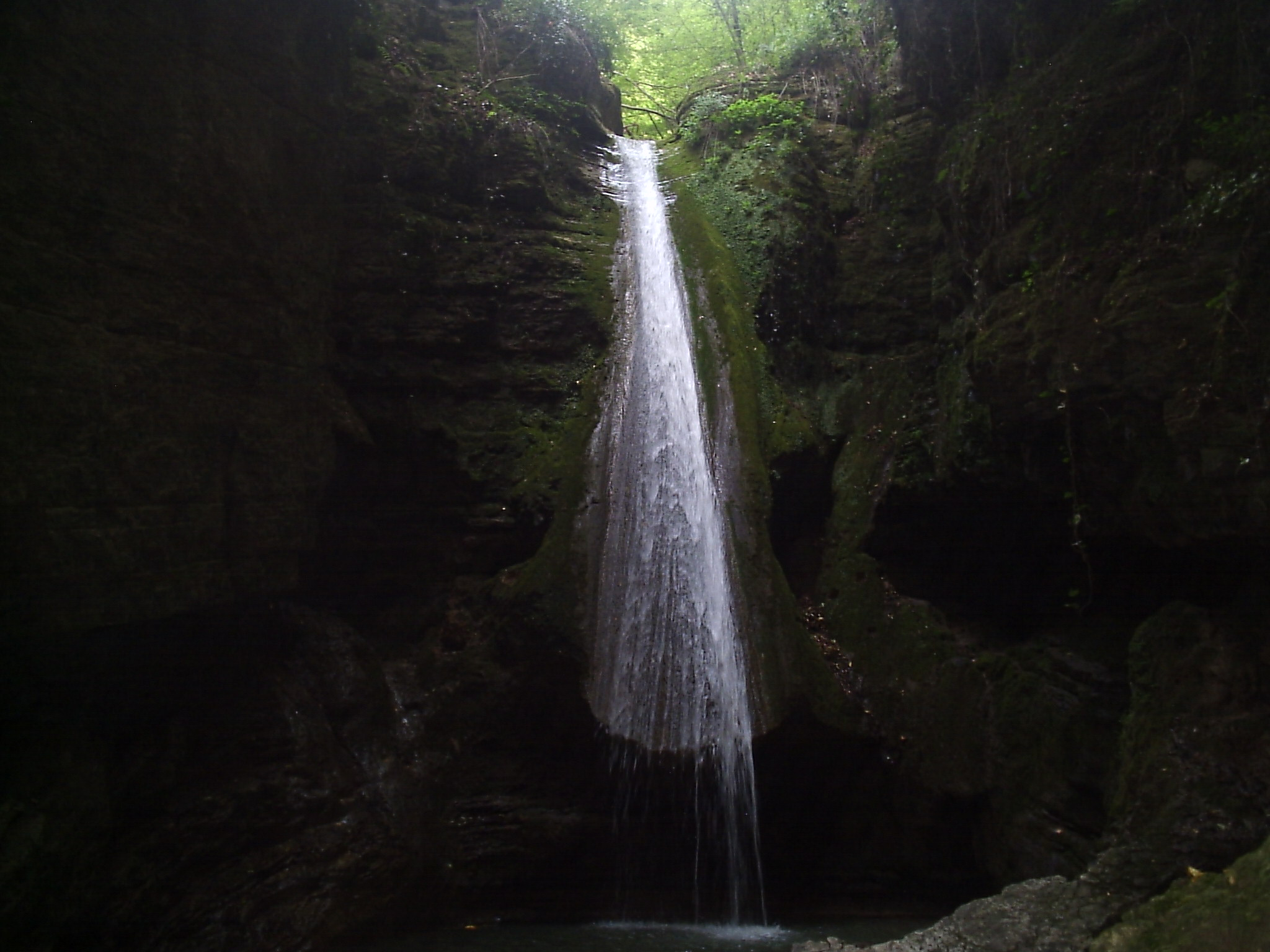
Водоспад Сангено
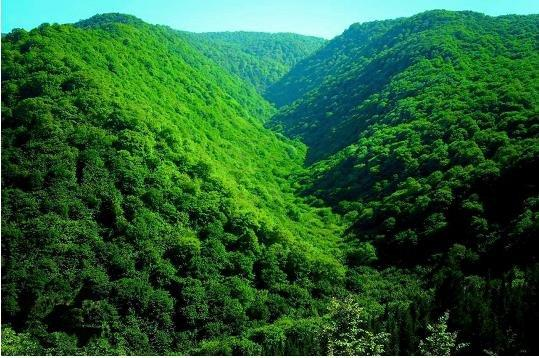
Gorji Mahaleh Beheshahr
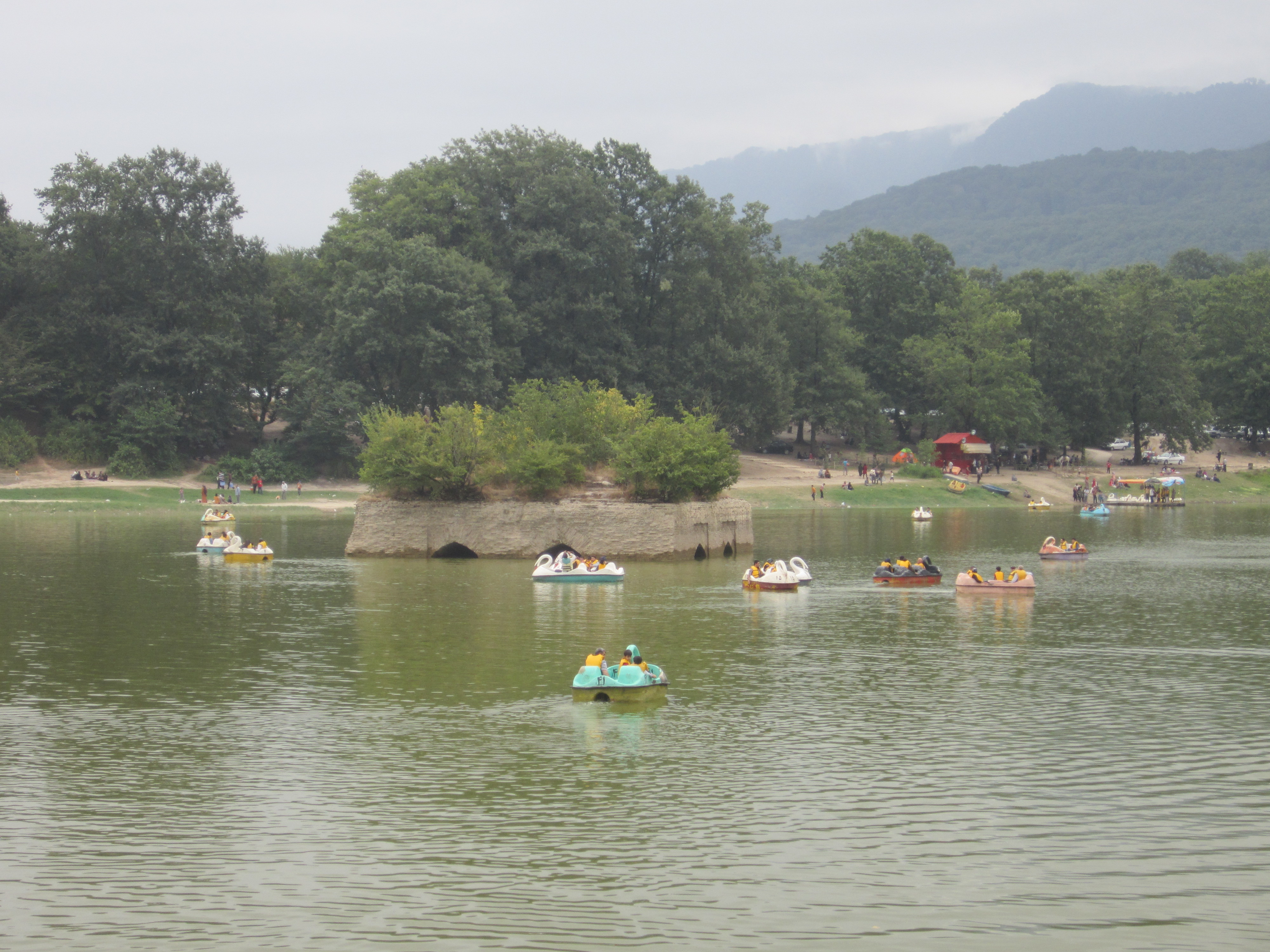
Сад Аббасабад
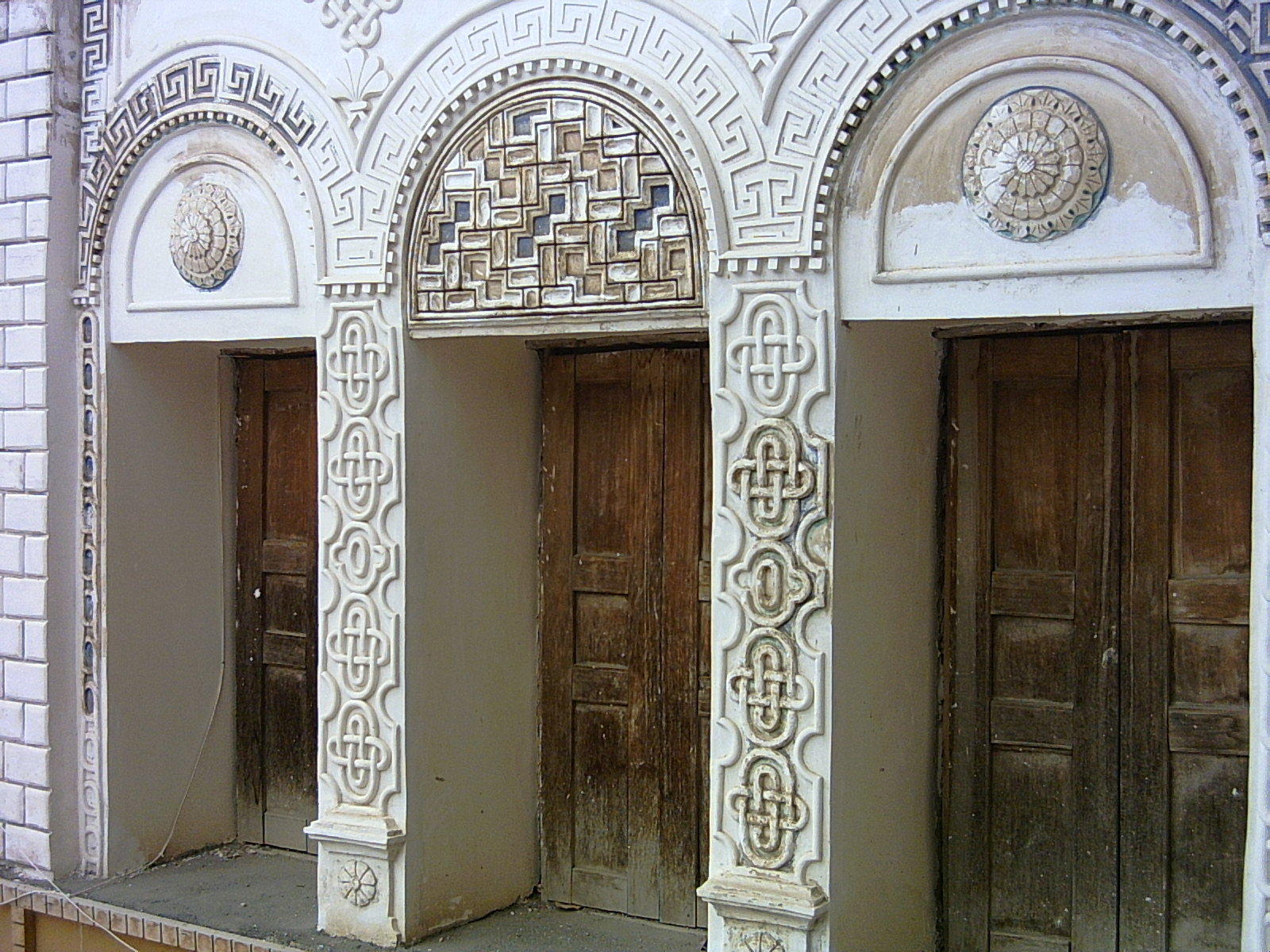
Дім Німа Юшидж
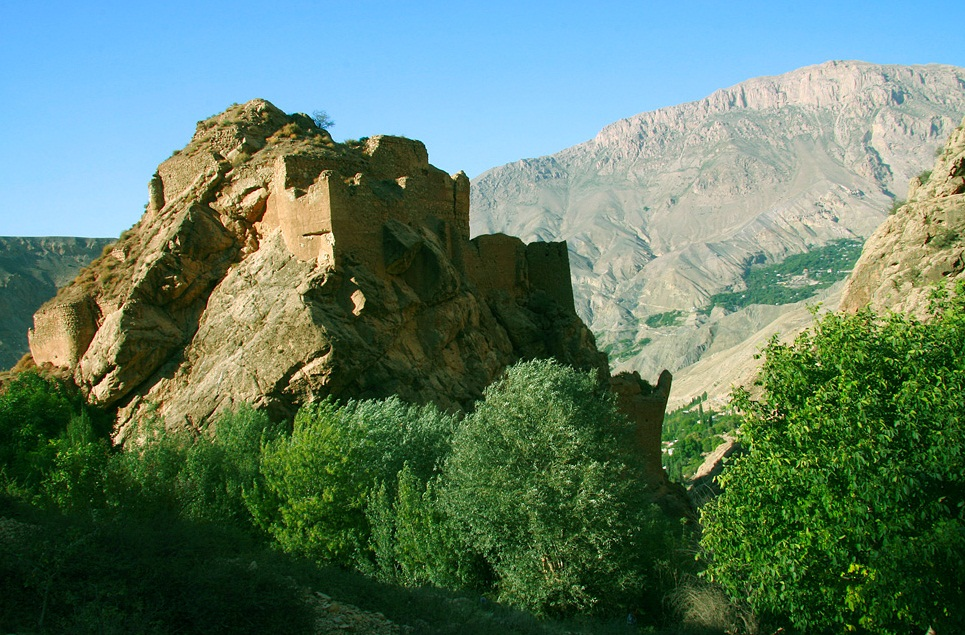
Замок Малек Бахман
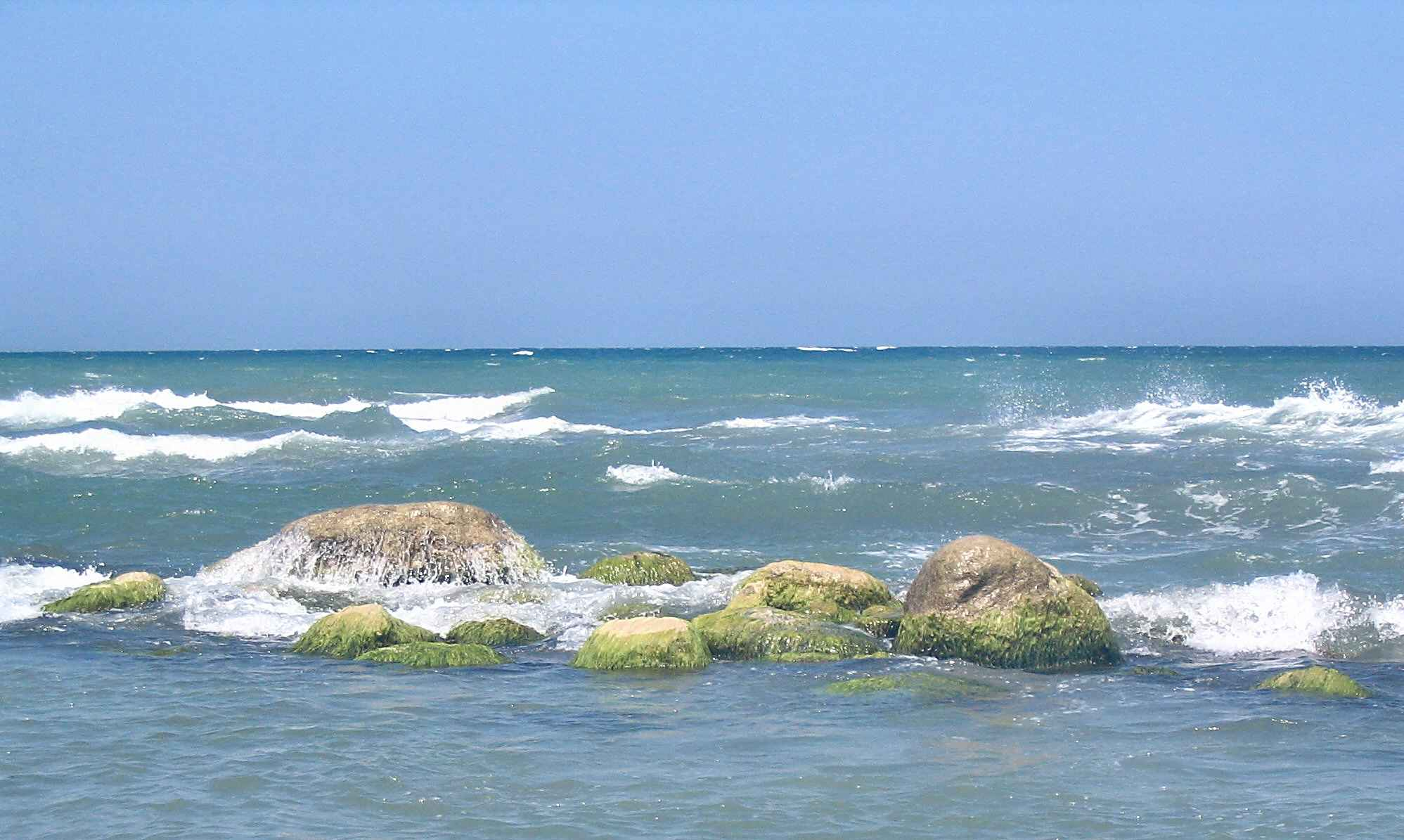
Мазандеранське море
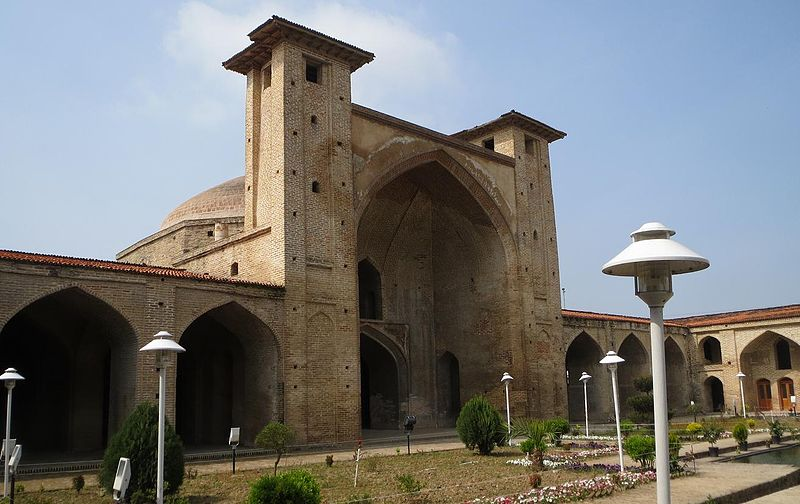
Фарахабад